# بیلی گریر (بازیکن فوتبال)
بیلی گریر (انگلیسی: Billy Greer؛ 28 February 1872 – ۱۹۳۷ (۶۴−۶۵ سال)) بازیکن فوتبال بود.
از باشگاه‌هایی که در آن بازی کرده است می‌توان به باشگاه فوتبال پرستون نورث اند اشاره کرد.